# Funiculaire du Havre
Le funiculaire du Havre, dénommé à ses débuts "le funiculaire de la côte" (et concédé au « Chemin de Fer de la Côte ») est un système de transport en commun avec des cabines tractées qui relie la ville basse à la ville haute du Havre (Seine-Maritime). Ce funiculaire, appelé couramment "le funi" par les havrais, est exploité à ce jour par Transdev (réseau Lia), la société qui gère les transports de la Communauté Urbaine Le Havre Seine Métropole.
Le funiculaire relie la station basse rue Gustave Flaubert à la station de la rue Félix Faure située en ville haute.
Créé en 1890, le funiculaire du Havre transporte actuellement en moyenne 450 000 passagers par an.

## Historique[1]
Début 1890, le projet de liaison entre la place Thiers et l'église de Sanvic, avec une station intermédiaire (qui est aujourd'hui la station haute) est lancé. En juillet les travaux de construction du réseau de funiculaire sur rail sont achevés et le funiculaire s'arrête finalement au niveau de la rue Félix-Faure. Il est mis en service le 18 août.
Les cabines en bois fonctionnent par deux moteurs à vapeur alimentés au charbon et circulent sur rail. Les stations sont construites en brique.
En 1895, parallèlement au funiculaire à environ trois kilomètres à l'Est, on construit un nouveau tramway-funiculaire empruntant le nouveau tunnel Sainte-Marie. Ce second funiculaire sera exploité seulement quatre mois à cause de nombreux déboires techniques avant d'être remplacé par un tramway électrique sur ce même trajet (avec une interruption de 1902 à 1911), jusqu'à l'abandon de la ligne fortement détériorée avec les bombardements de 1944.
En 1911, les moteurs à vapeur du funiculaire de la côte sont remplacés par des moteurs électriques, à l'instar du réseau de tramways.
En 1928, plus vers l'Est encore, l'un des plus grands escaliers mécaniques d'Europe pour l'époque est construit, long de 153 mètres sur un dénivelé de 50 mètres et 338 marches. Il relie également une partie de la ville basse du Havre (notamment la zone portuaire) directement à ses quartiers hauts, avec un temps de 4 minutes 15 ou 5 minutes 45. Il fonctionnera jusqu'en 1984 et sera classé Monument Historique.
En 1944, le funiculaire de la côte est très endommagé et devient inutilisable après plusieurs séries de bombardements alliés sur la ville. Il est réparé et remis en service en 1950.
Le 6 mai 1969, il est fermé pour des problèmes de normes sur décision de la commission de sécurité. De nouveaux modes de transport en commun sont à l'étude mais un nouveau funiculaire remplacera l'ancien, construit par Neyrpic (Alstom) avec des cabines sur pneus, modernes, silencieuses et confortables. Il est inauguré le 30 octobre 1972. 
Le funiculaire ferme quelques semaines l'été pour son entretien annuel.  
À la suite de la découverte de points de rouille sur une partie de la structure lors du contrôle décennal, le funiculaire est mis à l'arrêt le 22 août 2016 pour plusieurs mois le temps de réaliser les travaux pour conforter la voûte qui le soutient. Il est remis en service le 12 décembre 2016. Des travaux prévus initialement en 2017 et 2018 ont été réalisés pendant cet arrêt, le funiculaire n'aura donc pas eu de fermeture annuelle à l'été 2017 pour maintenance.

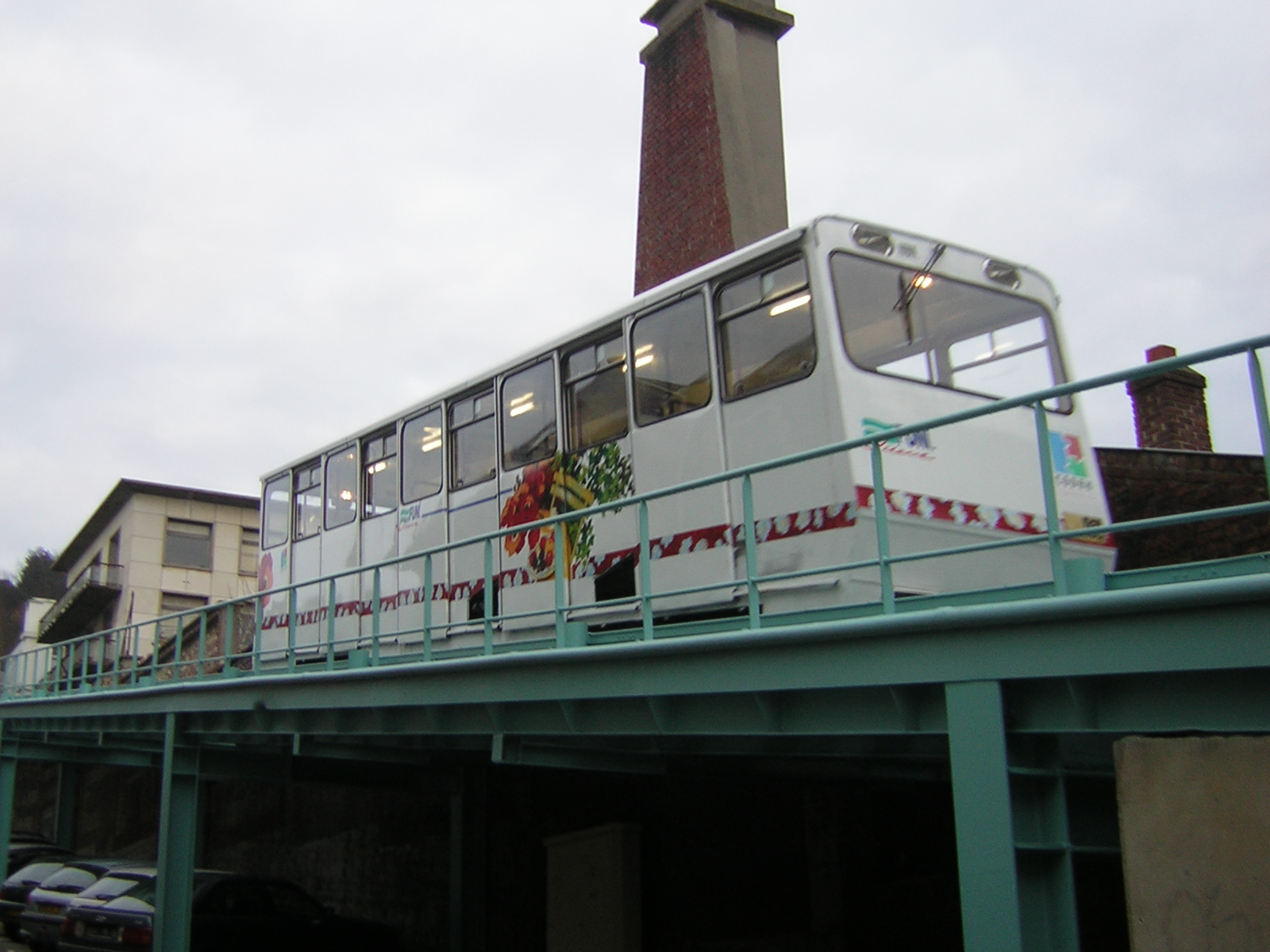
Cabine du funiculaire du Havre (version 1972 - 2021)

Le 29 mars 2021, le funiculaire ferme pour 5 mois de travaux, remplacé temporairement par une navette d'autobus. Les deux cabines sont retirées pour être profondément rénovées : nouvelle carrosserie dans une apparence rappelant celle du tramway, portes, planchers, cloisons, éclairages et assises remplacés, poste de conduite modernisé. Le câble de traction est changé. Les travaux sont confiés à la société CIC ORIO, basée en Isère, spécialisée dans la rénovation de cabines de téléphérique.
L'état des châssis (qui devaient être conservés tels quels) n'étant en définitive pas aussi bon qu'estimé au début du projet, un mois supplémentaire de travaux repousse la livraison au 30 septembre.
Le temps de mettre en place le raccordement, d’effectuer les réglages, de procéder aux tests et d'obtenir l'agrément de sécurité, la remise en service du funiculaire a lieu le 18 octobre 2021.

## Tracé
La ligne du funiculaire a une longueur de 343 m et un dénivelé de 77 m. Le trajet dure environ 3 minutes entre la station haute (rue Félix Faure) et la station basse (rue Gustave Flaubert), séparée en partie par un tunnel. 
La ligne comporte une voie qui se divise en deux en cours de parcours afin de permettre le croisement des cabines. À la différence d'un funiculaire sur rails, le guidage s'effectue à l'aide de galets en plastique enserrant la partie extérieure du rail. La première partie de la montée est de pente modérée (environ 20°), puis s'accentue en haut du parcours (environ 30°).
La vitesse linéaire est d'environ 2 m/s, soit 7 km/h.
Les deux stations sont placées en correspondance avec les lignes de bus régulières :
- station haute : lignes 5, 6, 7 et 10
- station basse : lignes 2, 5 et 6

## Cabines

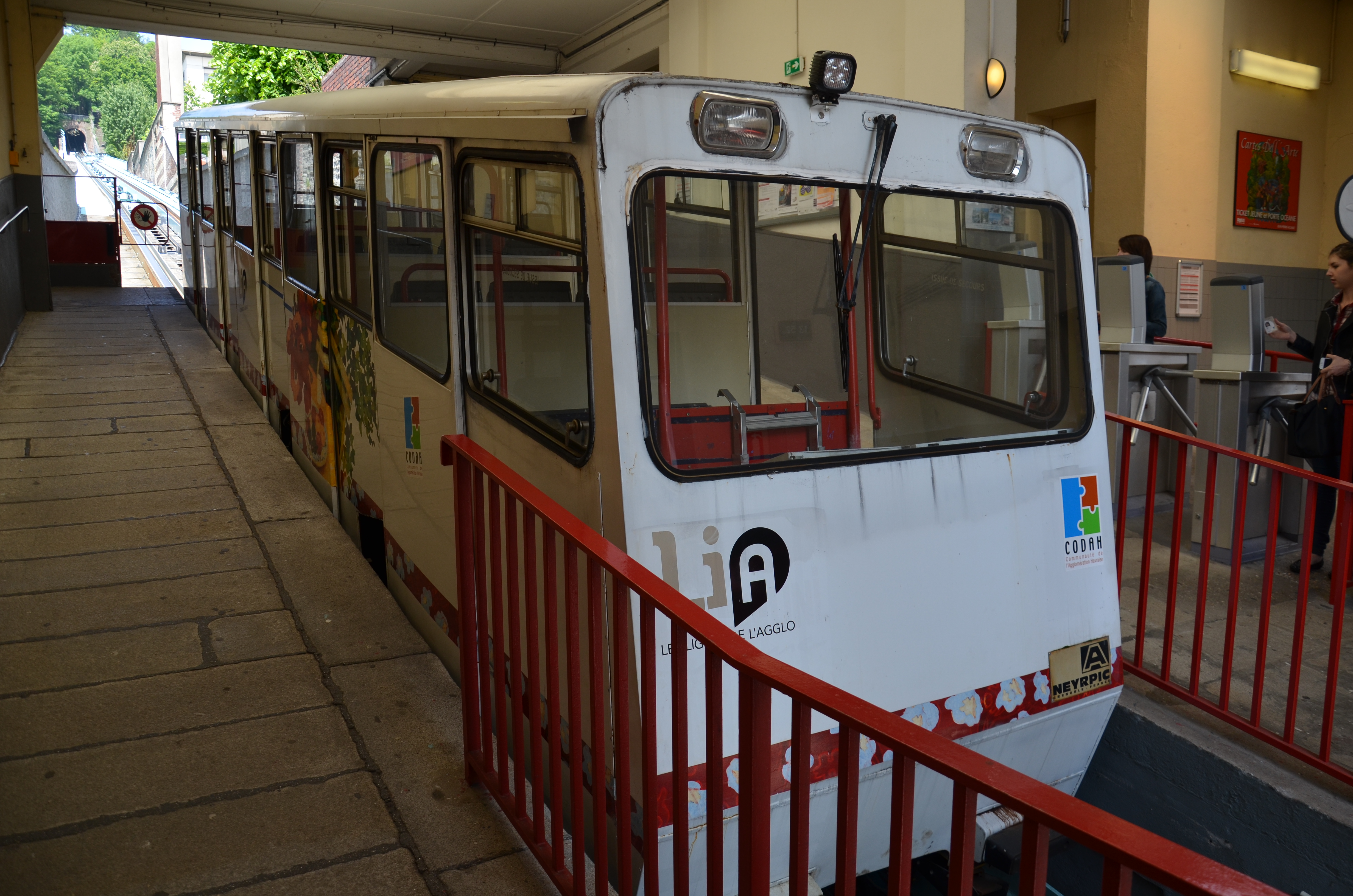
Le funiculaire du Havre à la station basse (version 1972 - 2021)

Les deux cabines de 1972 ont été réalisées par le carrossier Carde : elles circulent désormais sur pneus pour améliorer le confort et minimiser les nuisances sonores qui posaient des problèmes à l'ère de l'ancien funiculaire. En 2021, les cabines devenues vétustes sont entièrement recarrossées et leur plateforme est restaurée par CIC ORIO. Elles gagnent encore en confort acoustique.
Depuis 1972, les cabines sont équipées de portes automatiques à air comprimé, les cabines rénovées de 2021 conservent 20 places assises pour quarante places debout et l'emplacement pour six vélos ou poussettes.
La conduite n'est pas automatique : un machiniste assure dans chaque cabine le déroulement du parcours dans les deux sens de circulation. Un opérateur supervise l'ensemble de l'installation depuis le poste de vigie situé en station haute.

## Stations
Le funiculaire dessert deux stations : la station basse et la station haute. Celles-ci sont pourvues d'un quai rehaussé et d'une rampe d'accès afin de faciliter l'accès aux personnes à mobilité réduite, poussettes et vélos. L'accès aux cabines se fait par un portillon d'accès.

## Exploitation et trafic

### Trafic
Le funiculaire havrais transporte en moyenne 450 000 passagers par an (chiffres Lia annoncés en 2021).

### Fréquences
Le funiculaire circule de 7h30 à 21h00 en semaine, soit 13h30 heures par jour.
Le dimanche et les jours fériés (sauf le 1er mai) de 7h30 à 19h30.

Horaire des navettes de remplacement (bus) :
Tous les jours : un départ toutes les 15 minutes.
Le soir en semaine entre 19h00 et 21h00 : un départ toutes les 30 minutes.

### Tarifs
Le trajet est au même prix depuis le 1er avril 2010.  
En 2021 : 
- 0,50€ pour une montée ou une descente (sauf navettes de remplacement : tarif bus).
- 4,00€ pour 10 voyages en montée ou en descente, sur support rechargeable (valable pour les navettes de remplacement).

Le funiculaire est accessible sans frais supplémentaires aux abonnés Lia ou sur présentation d'un titre de transport du réseau Lia validé il y a moins d'une heure.
Les titres de transport sont en vente aux guichets dans les deux stations du funiculaire ainsi qu'aux agences commerciales Lia situées à l'Hôtel de Ville et à la gare du Havre.